# 유흥세
유흥세(柳興世, 1869년 8월 22일(음력 7월 15일) ~ 1932년 2월 15일)는 대한제국의 경제 관료로 일제강점기에는 조선총독부 중추원 참의로 근무했다. 문화 유씨 가문 출신이며 당파는 소북으로 기록되어 있다.

## 생애
1901년 내장원 봉세위원과 대한제국 중추원 의관을 지냈고, 이후 내장원, 경리원, 탁지부, 제실회계심사국, 임시재산정리국, 토지조사국을 거쳤다. 1906년 이후의 이력은 주로 재정이나 회계 분야에 집중된다. 러일 전쟁 승리 이후 대한제국 병합을 위한 준비 작업을 진행하던 일본은 먼저 왕실과 정부 재산의 분리를 시도했는데, 유흥세는 이 과정에서 왕실 재산을 국유화하는 작업의 실무를 담당한 것이다.
1910년 한일 병합 조약이 체결되었을 때는 임시재산정리국 사무관 겸 토지조사국 사무관이었고, 조선총독부가 설치한 중추원에 1911년 부찬의로 발탁되어 들어갔다. 1921년 중추원 개편 때 참의가 되어 1932년 사망할 때까지 근무했다. 중추원에 재직한 기간은 총 21년 가량이다.
1914년에는 제1차 세계대전 참전 일본군을 후원하는 경성군인후원회에 참여하여 2원을 기부한 일이 있고, 1915년 한일 병합 5주년을 기념하는 행사인 조선물산공진회가 열렸을 때 경성협찬회 부회원을 맡아 10원을 출연했다. 1916년 일제가 중추원 간부들을 일본인 학자의 조사원으로 삼아 반도사편찬사업을 벌일 때 조사주임으로 참가했다.
일본 정부로부터 1912년 한국병합기념장을 받은 것을 시작으로 1915년 다이쇼기념대례장, 1926년 훈6등 서보장, 1928년 쇼와대례기념장을 각각 수여받았다. 1924년 다이쇼 천황 생일인 천장절 축하 행사가 열렸을 때는 초청 대상자로 선정되기도 했다.
2002년 발표된 친일파 708인 명단과 2008년 공개된 민족문제연구소의 친일인명사전 수록예정자 명단에 모두 선정되었다. 2007년 대한민국 친일반민족행위진상규명위원회도 친일반민족행위자로 최종 선정하여 친일반민족행위 195인 명단에도 포함시켰다.

## 같이 보기
- 조선총독부 중추원

## 참고자료
- 친일반민족행위진상규명위원회 (2007년 12월). 〈유흥세〉 (PDF). 《2007년도 조사보고서 II - 친일반민족행위결정이유서》. 서울. 719~727쪽쪽. 발간등록번호 11-1560010-0000002-10. [깨진 링크(과거 내용 찾기)]